# 滇南九节
滇南九节（学名：Psychotria henryi）为茜草科九节属下的一个种。

## 扩展阅读
- 維基物種上的相關：滇南九节